# Thomas Denis
Pour les articles homonymes, voir Denis.
Thomas Denis (né le 18 juillet 1997 à Bignan) est un coureur cycliste français, qui participe à des compétitions sur route et sur piste. Il est notamment triple champion d'Europe de poursuite par équipes.

## Biographie

### Débuts cyclistes et carrière chez les amateurs
Durant l'été 2016, il remporte le titre de champion d'Europe de poursuite par équipes espoirs, associé à Benjamin Thomas, Florian Maitre et Corentin Ermenault. Le quatuor bat à cette occasion le record de France de poursuite par équipes en réalisant un temps de 3:56.277. Au cours de l'automne, il prend part aux championnats d'Europe de cyclisme sur piste du 19 au 23 octobre 2016 sur le vélodrome de Saint-Quentin-en-Yvelines. Il y décroche le titre de champion d'Europe de poursuite par équipes.
Durant l'été 2017, il devient champion de France de poursuite par équipes, avec ses coéquipiers du comité des Pays de la Loire Aurélien Costeplane, Florian Maître et Clément Davy. Avec le quatuor français, il conserve en octobre son titre de champion d'Europe de poursuite par équipes.
En 2019, il est de nouveau champion de France de poursuite par équipes (avec Florian Maître, Louis Pijourlet, Valentin Tabellion et Donavan Grondin). Au cours de ces championnats, il obtient aussi une médaille d'argent en poursuite individuelle.
En août 2020, il se classe septième du championnat de France du contre-la-montre amateurs. 

### Carrière professionnelle
Le 1er décembre 2020, l'équipe continentale Xelliss-Roubaix Lille Métropole annonce son arrivée en compagnie de Valentin Tabellion pour la saison 2021. Il connaît des débuts laborieux, pour sa première course de l'année, sur le Grand Prix Jean-Pierre Monseré, il chute à 35 kilomètres de l'arrivée, cassant ses porte-bidons, il se retrouve perclus de crampes à 14 kilomètres du terme et termine à plus de 7 minutes du vainqueur du jour, Tim Merlier. Pour son deuxième jour de course, Paris-Troyes (abandon), il est victime d'un coup de froid, gêné par la grêle.
Aux mondiaux sur piste de Roubaix, il décroche la médaille d'argent de la poursuite par équipes et bat le record de France de la spécialité avec Benjamin Thomas, Thomas Boudat et Valentin Tabellion.
Avec Thomas, Ermenault et Le Huitouze, il remporte la poursuite par équipes lors de manche de Coupe des nations 2022 à Glasgow. La même année, il devient pour la troisième fois champion d'Europe de poursuite par équipes (avec Quentin Lafargue, Benjamin Thomas et Valentin Tabellion), cinq ans après son dernier titre.
Thomas Denis commence sa saison 2023 aux championnats de France de cyclisme sur piste qui se disputent au Vélodrome Jean-Stablinski de Roubaix au mois de janvier. Il remporte le titre de champion de France de poursuite par équipes.  En février, aux championnats d'Europe, il est médaillé de bronze de la spécialité avec Ermenault, Lafargue, Thomas et Garel. Il est sélectionné pour participer aux championnats du monde de cyclisme sur piste au cours de l'été. Il se classe cinquième de la poursuite par équipes.

### Le retour chez les amateurs
Thomas Denis quitte le peloton professionnel à la fin de la saison 2023 et rejoint le Paris Cycliste Olympique en 2024. En juillet, il fait partie des coureurs retenus par la Fédération française de cyclisme pour prendre part aux épreuves sur piste des Jeux olympiques. Engagé dans l'épreuve de poursuite par équipes, il termine sixième après avoir battu plusieurs fois le record de France de la discipline avec Thomas Boudat, Benjamin Thomas et Valentin Tabellion.

## Palmarès sur piste

### Jeux olympiques
- Paris 2024
  - 6e de la poursuite par équipes

### Championnats du monde
| Édition / Épreuve | Poursuite individuelle | Poursuite par équipes |
| Londres 2016      | 10e                    | 11e                   |
| Hong Kong 2017    | 18e                    | 5e                    |
| Berlin 2020       | 14e                    | 8e                    |
| Roubaix 2021      | 10e                    | Argent                |
| Glasgow 2023      |                        | 8e                    |

### Coupe du monde
- 2016-2017
  - 2e du scratch à Los Angeles
- 2017-2018
  - 3e de la poursuite par équipes à Manchester
- 2019-2020
  - 1er de la poursuite par équipes à Milton (avec Benjamin Thomas, Corentin Ermenault, Kévin Vauquelin et Valentin Tabellion)
  - 2e de la poursuite par équipes à Minsk
  - 3e de la poursuite par équipes à Glasgow

### Coupe des nations
- 2022
  - 1er de la poursuite par équipes à Glasgow (avec Benjamin Thomas, Corentin Ermenault et Eddy le Huitouze)
- 2023
  - 2e de la poursuite par équipes au Caire
- 2024
  - 3e de la poursuite par équipes à Milton

### Championnats d'Europe
| Édition / Épreuve              | Poursuite individuelle | Poursuite par équipes                            | Course aux points | Course à l'américaine |
| Athènes 2015 (juniors)         | Argent                 |                                                  |                   |                       |
| Montichiari 2016 (espoirs)     | Bronze                 | Or (avec Ermenault, Thomas et Maitre)            |                   |                       |
| Saint-Quentin-en-Yvelines 2016 |                        | Or (avec Ermenault, Thomas, Maitre et Chavanel)  | 14e               |                       |
| Berlin 2017                    | 13e                    | Or (avec Ermenault, Thomas, Maitre et Pijourlet) |                   |                       |
| Gand 2019 (espoirs)            |                        |                                                  | 5e                | Argent                |
| Munich 2022                    | 17e                    | Or (avec Boudat, Lafargue, Tabellion et Thomas)  |                   |                       |
| Granges 2023                   |                        | Bronze                                           |                   |                       |

### Championnats de France
| - 2012 - 2e de la vitesse par équipes - 2013 - Champion de France de poursuite cadets - 2014 - 2e de la poursuite par équipes juniors - 3e de l'américaine juniors - 2015 - Champion de France de poursuite juniors - 2e du kilomètre juniors - 2e de la poursuite par équipes juniors - 2016 - 2e de la poursuite par équipes - 3e de la poursuite | - 2017 - Champion de France de la poursuite par équipes - 2e de l'américaine - 2e de l'omnium - 2019 - Champion de France de poursuite par équipes - 2e de la poursuite individuelle - 2021 - Champion de France de l'américaine (avec Valentin Tabellion) - 2e de la poursuite par équipes - 2023 - Champion de France de poursuite par équipes - 2024 - 3e de la poursuite individuelle |

## Palmarès sur route
- 2014
  - Route d'Éole :
    - Classement général
    - 1re étape (contre-la-montre)

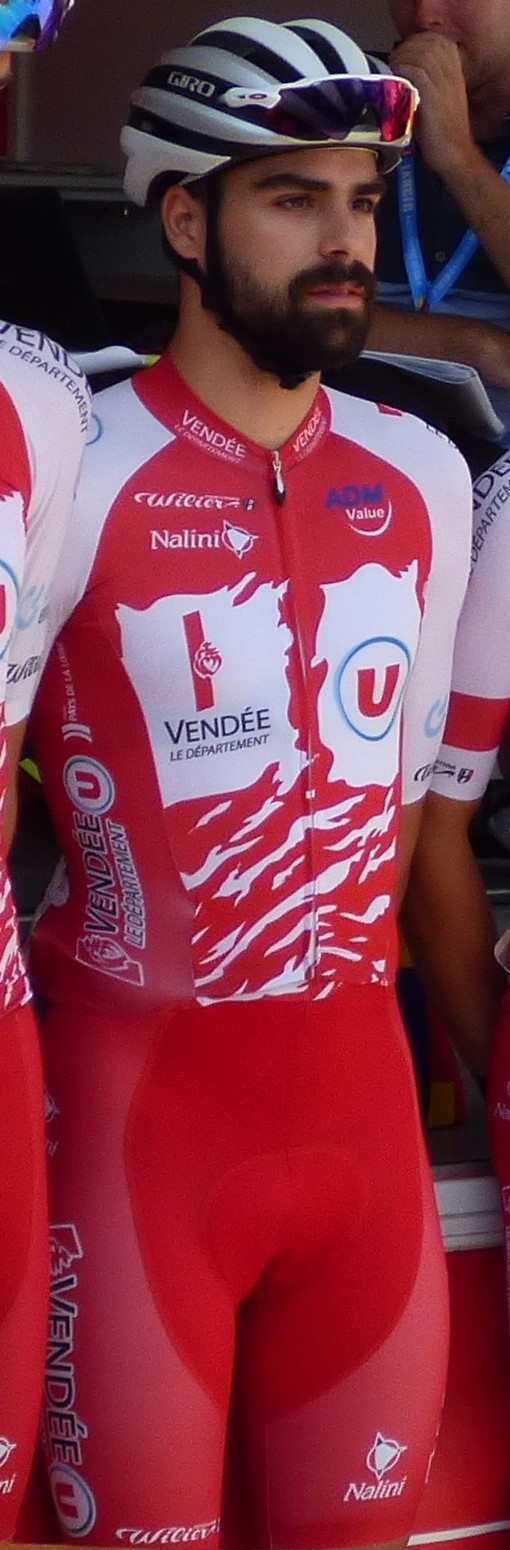
Thomas Denis lors du Tour Alsace 2019

  - 2e du Chrono des Nations-Les Herbiers-Vendée juniors
- 2015
  - 2e du Grand Prix Fernand-Durel
  - 3e du Chrono des Nations-Les Herbiers-Vendée juniors
- 2016
  - 2e étape du Circuit des plages vendéennes
  - 2e étape du Tour des Mauges (contre-la-montre)
  - 3e étape de l'Essor breton (contre-la-montre par équipes)
  - 2e étape du Tour d'Eure-et-Loir (contre-la-montre par équipes)
  - 2e du Chrono de Touraine-Tauxigny
- 2017
  - 2e étape du Tour de Mareuil-Verteillac-Ribérac (contre-la-montre par équipes)
  - 2e du Chrono de Touraine-Tauxigny
- 2019
  - 2e du championnat de France du contre-la-montre espoirs